# 무스카트 증권시장
무스카트 증권시장(아랍어: سوق مسقط للأوراق المالية)은 오만 무스카트에 소재한 증권거래소이다. 1988년에 설립되었다.

## 같이 보기
- 오만의 경제